# جروم لروی (بازیکن فوتبال)
جروم لروی (انگلیسی: Jérôme Leroy؛ زادهٔ ۴ نوامبر ۱۹۷۴) بازیکن فوتبال اهل فرانسه است.
از باشگاه‌هایی که در آن بازی کرده است می‌توان به باشگاه فوتبال لانس، باشگاه فوتبال گنگام، باشگاه فوتبال پاری سن-ژرمن، باشگاه فوتبال شاتورو، باشگاه فوتبال رن، باشگاه فوتبال بیتار اورشلیم، باشگاه فوتبال لو آور، باشگاه فوتبال المپیک مارسی، باشگاه فوتبال سوشو، و باشگاه فوتبال استاد لاوالوا اشاره کرد.